# Red velikosti (števila)
| Red velikosti | SI predpona             | Vrednost                                                    | Zgled                                                                                     |
| ------------- | ----------------------- | ----------------------------------------------------------- | ----------------------------------------------------------------------------------------- |
| 10-44         |                         | 5,391 · 10−44 s                                             | Planckov čas                                                                              |
| 10-35         |                         | 1,616 · 10−35 m                                             | Planckova dolžina                                                                         |
| 10-8          |                         | 2,176 · 10−8 kg                                             | Planckova masa                                                                            |
| 10-6          | mikro- (μ)              | 1,5 · 10−6                                                  | verjetnost dobitka kraljeve lestvice (royal flush) je 649.739 proti 1                     |
| 10−5          |                         | 1,4 · 10−5                                                  | verjetnost dobitka barvne lestvice (straight flush) je 72.192 proti 1                     |
| 10−4          |                         | 2,4 · 10−4                                                  | verjetnost dobitka pokra (four of a kind) je 4.164 proti 1                                |
| 10−3          | mili- (m)               | 1,4 · 10−3                                                  | verjetnost dobitka full house (tris in par) je 693 proti 1                                |
| 10−3          | mili- (m)               | 1.9 · 10−3                                                  | verjetnost dobitka barve (flush) je 508 proti 1                                           |
| 10−3          | mili- (m)               | 4 · 10−3                                                    | verjetnost dobitka lestvice (straight) je 254 proti 1                                     |
| 10−3          | mili- (m)               | 7,297 · 10-3                                                | konstanta fine strukture                                                                  |
| 10-2          | centi- (c)              | 2.1 · 10−2                                                  | verjetnost dobitka trisa (three of a kind) je 46 proti 1                                  |
| 10-2          | centi- (c)              | 4,8 · 10−2                                                  | verjetnost dobitka dvojnega para je 20 proti 1                                            |
| 10-1          | deci- (d)               | 4,2 · 10−1                                                  | verjetnost dobitka para je okoli 4 proti 3                                                |
| 10-1          | deci- (d)               | 5 · 10−1                                                    | verjetnost dobitka nobenega para je blizu 1 proti 2                                       |
| 1             |                         | φ ≈ 1.618034                                                | število zlatega reza                                                                      |
| 1             | e ≈ 2,718281828         | Eulerjevo število, osnova naravnega logaritma               |                                                                                           |
| 1             | π ≈ 3,141592            | Število pi, razmerje med obsegom kroga in njegovim premerom |                                                                                           |
| 101           | deka- (da)              | 10                                                          | osnova desetiškega številskega sistema                                                    |
| 101           | deka- (da)              | 42                                                          | odgovor na vprašanje o vesolju, življenju in sploh vsem v Štoparskem vodniku po galaksiji |
| 101           | deka- (da)              | 46                                                          | število kromosomov v človeških celicah                                                    |
| 101           | deka- (da)              | 88                                                          | število tipk na koncertnem klavirju                                                       |
| 102           | hekto- (h)              | 118                                                         | število odkritih ali sintetiziranih kemičnih elementov (2018)                             |
| 102           | hekto- (h)              | 128                                                         | število znakov v ASCII                                                                    |
| 102           | hekto- (h)              | 193                                                         | število držav v OZN                                                                       |
| 103           | kilo- (k)               | 4.200-5.500                                                 | število vojakov v rimski legiji                                                           |
| 103           | kilo- (k)               | 2.000-3.000                                                 | število črk na tipični strani besedila                                                    |
| 104           |                         | 10.000                                                      | približno število nevronov, s katerimi je povezan vsak nevron v človeških možganih        |
| 104           | 20.000-40.000           | število kitajskih pismenk                                   |                                                                                           |
| 105           |                         | 100.000-150.000                                             | število las na povprečni človeški glavi                                                   |
| 106           | mega- (M)               | 2.598.960                                                   | število različnih delitev petih kart pri pokru iz standardnega kupa 52 kart               |
| 107           |                         | 16.777.216                                                  | število različnih spletnih barv, ki jih je mogoče zapisati v HTML in CSS                  |
| 108           |                         | 164.000.000                                                 | število enot gradiva v Kongresni knjižnici (2018)                                         |
| 108           | 400.000.000             | število maternih govorcev angleščine (2006)                 |                                                                                           |
| 108           | 200.000.000-500.000.000 | število semenčic v človeškem ejakulatu                      |                                                                                           |
| 109           | giga- (G)               | 2.147.483.647                                               | računska meja 32-bitnega CPU                                                              |
| 109           | giga- (G)               | 3 · 109                                                     | število baznih parov v človeškem genomu                                                   |
| 109           | giga- (G)               | 4.294.967.296                                               | število možnih IP-naslovov                                                                |
| 1011          |                         | 1 · 1011                                                    | število nevronov v človeških možganih                                                     |
| 1011          | 1 · 1011                | število zvezd v galaksiji Rimska cesta                      |                                                                                           |
| 1012          | tera- (T)               | 1 · 1012                                                    | število zvezd v galaksiji Andromeda                                                       |
| 1018          | eksa- (E)               | ≈ 9,22 · 1018                                               | računska meja 64-bitnega CPU                                                              |
| 1019          |                         | ≈ 4,33 · 1019                                               | število različnih pozicij Rubikove kocke                                                  |
| 1023          |                         | ≈ 6,022 · 1023                                              | Avogadrova konstanta, število molekul v enem molu katerekoli snovi                        |
| 1027          |                         | 7 · 1027                                                    | število atomov v povprečnem človeškem telesu                                              |
| 1032          |                         | 1,4 · 1032 K                                                | Planckova temperatura                                                                     |
| 1047          |                         | 1 · 1047                                                    | število molekul vode na Zemlji                                                            |
| 1050          |                         | 1 · 1050                                                    | število atomov, ki jih vsebuje Zemlja                                                     |
| 10100         |                         | 1 · 10100                                                   | gugol                                                                                     |